# Laird and Dines Building

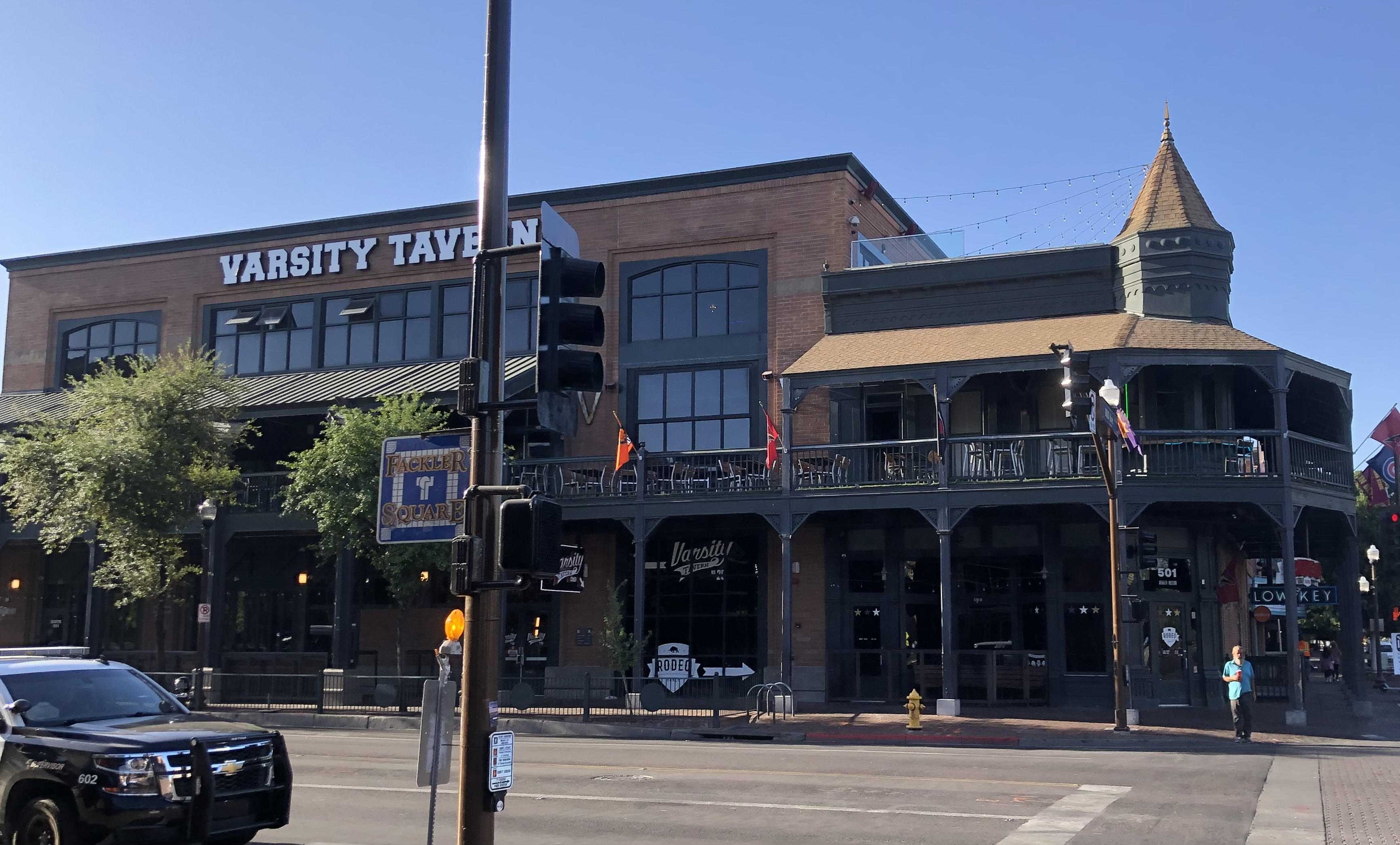
Laird and Dines Building, Blick von Norden, 2023

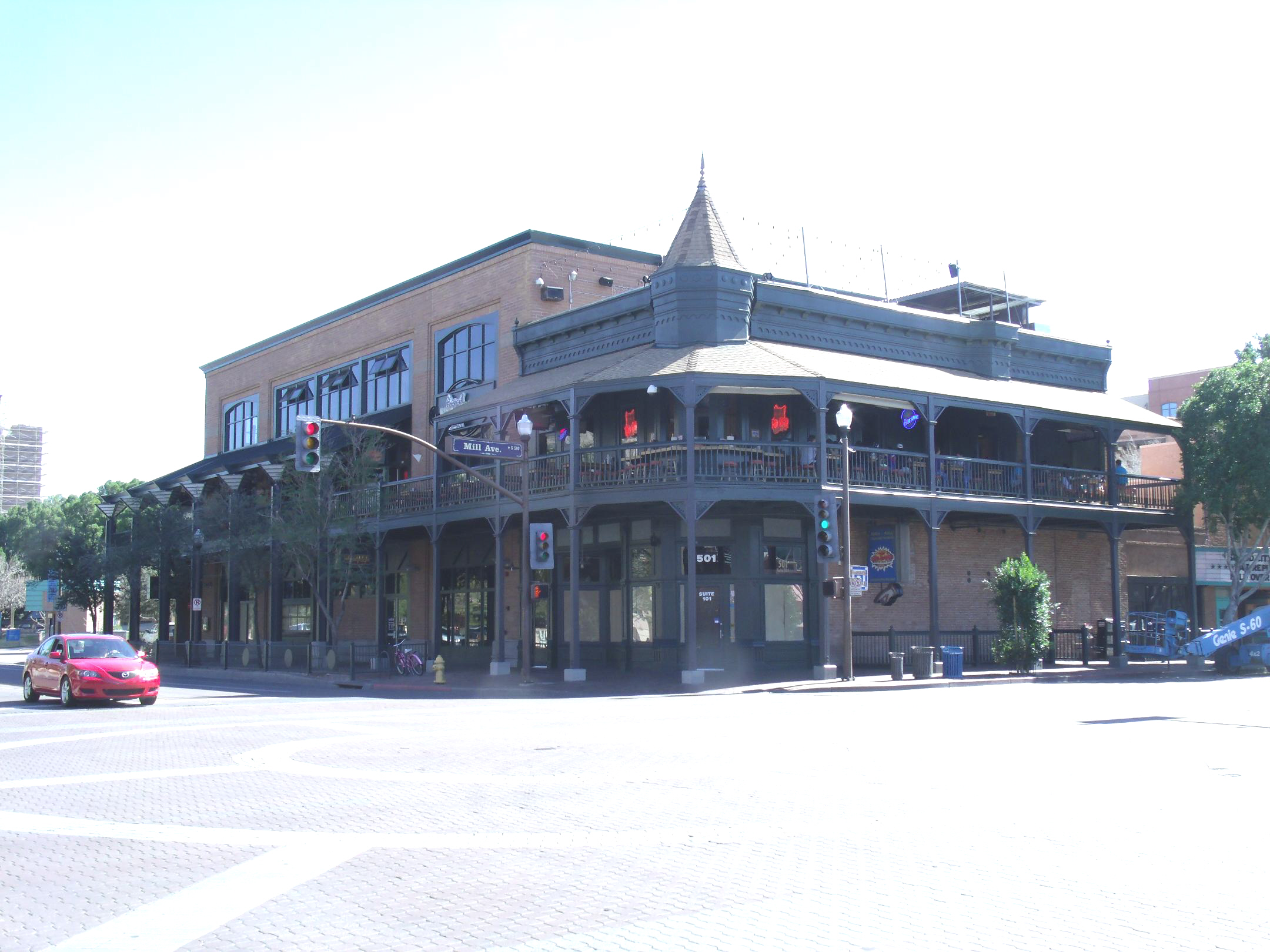
2013

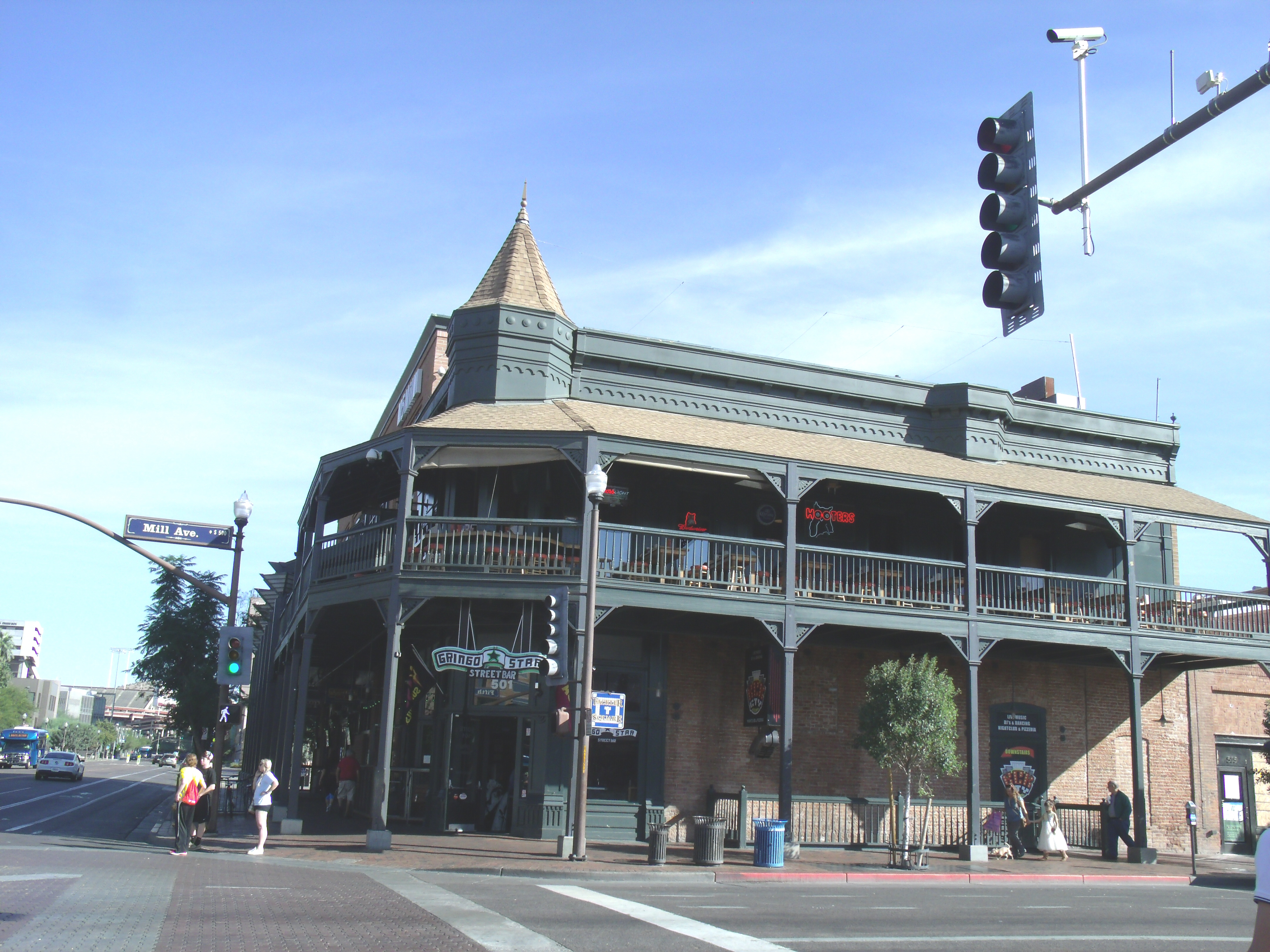
Blick von Westen, 2014

Das Laird and Dines Building ist ein denkmalgeschütztes Geschäftshaus in der Stadt Tempe in Arizona.

## Lage
Die Haus befindet sich in der Innenstadt von Tempe, in einer Ecklage auf der Ostseite der South Mill Avenue, auf die nördlich des Gebäudes die East 5th Street mündet, an der Adresse 501 South Mill Avenue.

## Geschichte
Gebaut wurde das Gebäude 1893 für Dr. S.C. Heineman und R. Gill im viktorianischen Stil. Es wurde mit Säulen, verzierten Balustraden und einem achteckigen Turm verziert. Im Jahr 1901 erwarben Dr. J. A. Dines und Hugh Laird das nach dem Voreigentümer als William Building bezeichnete Gebäude und richteten hier eine Drogerie ein. Sie betrieben das Geschäft bis 1963. Im Gebäude richteten sowohl Carl Hayden als auch Benjamin Baker Moeur in den 1920er und 1930er Jahren ihre Wahlkampfzentralen ein. Das Haus diente als erstes Rathaus von Tempe, sowohl Dines als auch Laird waren wiederholt Bürgermeister der Stadt und gehörten auch dem Stadtrat an. Im Gebäude befand sich auch das örtliche Postamt. Das Haus war das erste mit einem Telefonanschluss in Tempe.
Bis 1929 blieb das Haus weitgehend unverändert, dann wurde es im Geschmack der Zeit mit dem Ziel der Tourismusförderung im spanischen Kolonialstil umgebaut. Dabei verschwand auch der Turm. Mit der Ausweisung der Mill Avenue als State Highway wurden am Gebäude Metallgitter angebracht, um das Haus vor vom Straßenverkehr hochgeschleuderten Stücken zu sichern. Die auf der Westseite befindlichen Kolonaden mussten entfernt werden. Nach der Schließung der Drogerie wurde das Gebäude zunächst verwaltet, da die Erben weiter entfernten lebten. Schließlich übernahm die Stadt Tempe das Haus. 
In den 1960er Jahren wurde das Obergeschoss vor allem von Anhängern der Hippiebewegung bewohnt. Der Künstler Mike Smith schuf im Wohnzimmer ein großes einen blattlosen Baum zeigendes Wandbild, wobei der Baum das Gesicht Bob Dylans hatte. Im Erdgeschoss befand sich ein auf den Bedarf der Szene ausgerichteter Laden. Außerdem gab es dort ein Lederwarengeschäft und ein vegetarisches Restaurant.
In den frühen 1990er Jahren wurde die Mill Avenue wieder eine normale innerörtliche Straße. Es folgte 1994 eine Sanierung des Gebäudes durch die Stadt Tempe, wobei die Umbauten des Jahres 1929 zurückgebaut und der ursprüngliche Zustand wieder hergestellt wurde. Es entstand ein dreigeschossiger Anbau als Erweiterung. Im Erdgeschoss wurde ein McDonalds-Restaurant eingerichtet, welches sich jedoch, möglicherweise wegen des Fehlens eines Drive-In-Schalters nicht lange hielt und durch einen mongolischen Grill, dann durch das Restaurant The Library und schließlich durch die Gringo Star Street Bar ersetzt wurde. Im Obergeschoss befand sich ein Hooters, das bis 2015 bestehen blieb.
Im Gebäude sind zwei Restaurants und Bars untergebracht.